# Elecciones municipales de El Salvador de 2012
Las elecciones municipales de la República de El Salvador de 2012 se celebraron el día domingo 11 de marzo de ese mismo año. En los comicios fueron elegidos los 262 alcaldes de todos los municipios del país. El evento tuvo la modalidad del "voto residencial" que abarcó 185 municipios en nueve departamentos de El Salvador, con el objetivo de acercar  las mesas de votación y juntas receptoras de votos. La elección se celebró simultáneamente con elecciones legislativas en todo el país.

## Sistema electoral
La Constitución recoge que para el Gobierno Local los departamentos se dividirán en municipios que estarán regidos por un concejo municipal conformado por un alcalde, un síndico y dos o más regidores en función de su población (Art. 202), estos miembros del concejo municipal deben ser mayores de 21 años y residir en dicho municipio o un municipio vecino, y ejercerán sus funciones por un período de tres años con posibilidad de reelección.
Todo ciudadano mayor de 18 años en el pleno goce de sus derechos políticos puede ejercer el sufragio dentro de la circunscripción electoral en la que sea residente pero a diferencia de la elección de diputados, la única forma de elección de los concejos municipales es mediante el voto por bandera política, es decir, sin permitirse aún la participación en el proceso de elección de planillas de concejos municipales no partidarios.

## Sondeos

### Encuesta General
| Fecha      | Encuestadora                                                                                                   | ARENA | FMLN  | PCN/PCN   | PDC/PES | CD           | GANA  | NS/NR  |
| ---------- | --- | ----- | ----- | --------- | ------- | ------------ | ----- | ------ |
| 26/1/2011  | LPG | 23,5% | 29,2% | 8%        | 8%      | 8%           | 8%    | 39,3%  |
| 4/2/2011   | CS-Sondea (enlace roto disponible en Internet Archive; véase el historial, la primera versión y la última).    | 16,6% | 31,8% | n/d       | n/d     | n/d          | n/d   | n/d    |
| 9/2/2011   | CIOPS-UTEC | 28,2% | 36,7% | 3,1%      | 2,3%    | 0,3%         | 6,1%  | 1,1%   |
| 3/3/2011   | LPG | 25,8% | 26,8% | 2,9%      | 1,7%    | 0,1%         | 3,6%  | 22,7%  |
| 31/5/2011  | LPG (enlace roto disponible en Internet Archive; véase el historial, la primera versión y la última).          | 27,8% | 23,1% | 9,7%      | 9,7%    | 9,7%         | 9,7%  | -      |
| 31/5/2011  | TCS-Mitofsky                                                                                                   | 28%   | 27%   | -         | -       | -            | -     | 38%    |
| 1/11/2011  | LPG | 25%   | 20,3% | -         | -       | -            | 4,8%  | -      |
| 5/9/2011   | TCS-Mitofsky                                                                                                   | 29,4% | 25,2% | 1,8%      | 0,9%    | 0,6%         | 5,8%  | 35,9%  |
| 18/9/2011  | EDH | 28,1% | 26,8% | -         | -       | -            | 5,3%  | -      |
| 7/11/2011  | EDH | 26,6% | 30,4% | -         | -       | -            | 6,5%  | 31,3%  |
| 28/11/2011 | LPG | 31,0% | 22,6% | -         | -       | -            | 7,2%  | -      |
| 6/12/2011  | TCS-Mitofsky                                                                                                   | 33,0% | 23,3% | 3,3%/0,2% | 0,7%    | 0,6%         | 8,6%  | -      |
| 15/12/2011 | IUDOP | 24,9% | 28,3% | 4,0%      | 1,6%    | -            | 10,4% | 16,8%  |
| 29/12/2011 | LPG | 32,3% | 23,2% | 3,2%      | 1,4%    | 1,0%         | 4,9%  | -      |
| 18/1/2012  | EDH | 41,9% | 34,9% | 1,3%      | 0,2%    | 0,1%         | 7,2%  | 14,30% |
| 23/1/2012  | LPG | 34,1% | 24,8% | 4,4%      | 2,1%    | 0,6%         | 6,0%  | 5,3%   |
| 31/1/2012  | CIOPS-UTEC (enlace roto disponible en Internet Archive; véase el historial, la primera versión y la última).   | 29,0% | 24,4% | 4,7%      | 1,4%    | 1,2%         | 8,7%  | 1,9%   |
| 21/2/2012  | TCS-Mitofsky (enlace roto disponible en Internet Archive; véase el historial, la primera versión y la última). | 33,5% | 24,1% | 3,0%      | 1,5%    | 1,6%         | 9,8%  | 24,7%  |
| 22/2/2012  | IUDOP | 28,2% | 28,6% | 5,3%      | 1,8%    | (otros 1,0%) | 8,5%  | 18,1%  |
| 23/2/2012  | LPG (enlace roto disponible en Internet Archive; véase el historial, la primera versión y la última).          | 29,3% | 24,2% | 5,2%      | 1,7%    | 1,0%         | 8,8%  | -      |

### Encuesta por municipios de más de 100.000 habitantes

#### San Salvador
Véase también: San Salvador
| Fecha     | Encuestadora                                                                                                 | ARENA | FMLN  | Otros            |
| --------- | --- | ----- | ----- | ---------------- |
| 30/4/2011 | LPG | 42%   | 18%   | 3,8%             |
| 18/9/2011 | EDH | 46,6% | 27,4% | -                |
| 9/11/2011 | LPG (enlace roto disponible en Internet Archive; véase el historial, la primera versión y la última).        | 57,6% | 13,4% | 3,4%             |
| 31/1/2012 | CIOPS-UTEC (enlace roto disponible en Internet Archive; véase el historial, la primera versión y la última). | 49,1% | 20,0% | 5,1%             |
| 1/2/2012  | LPG (enlace roto disponible en Internet Archive; véase el historial, la primera versión y la última).        | 63,8% | 12,6% | 2,4%             |
| 8/2/2012  | EDH | 52,8% | 14,3% | 2,8%             |
| 22/2/2012 | IUDOP | 57,8% | 22,0% | 0,5% (GANA 1,4%) |
| 23/2/2012 | LPG (enlace roto disponible en Internet Archive; véase el historial, la primera versión y la última).        | 61%   | 15,1% | 2,0%             |
| 23/2/2012 | CID-Gallup/La Página Archivado el 1 de marzo de 2012 en Wayback Machine.                                     | 43%   | 32%   | -                |

#### Santa Ana
Véase también: Santa Ana
| Fecha        | Encuestadora | FMLN  | ARENA | PDC/PES | Otros |
| ------------ | ------------ | ----- | ----- | ------- | ----- |
| 28/4/2011    | LPG          | 19,5% | 21%   | 11,5%   | 6,1%  |
| 17-18/1/2012 | EDH          | 28,1% | 22,3% | 10,1%   | 7,3%  |

#### San Miguel
Véase también: San Miguel
| Fecha     | Encuestadora | PDC/PES | FMLN  | ARENA | PCN/PCN | CD   | GANA  | NS/NR |
| --------- | ------------ | ------- | ----- | ----- | ------- | ---- | ----- | ----- |
| 29/4/2011 | LPG          | 1,8%    | 16,5% | 10,0% | 0,5%    | 0,3% | 21,8% | 26,8% |
| 31/1/2012 | EDH          | -       | 12,6% | 10,8% | -       | 2,5% | 53,2% | 16%   |

## Resultados
En el Área Metropolitana de San Salvador el partido ARENA retuvo la alcaldía capitalina y Antiguo Cuscatlán; y se impuso en otras siete municipalidades, en las que gobernaba el FMLN, las cuales eran: Mejicanos, Soyapango, Ilopango, Apopa, San Martín, Tonacatepeque y Ayutuxtepeque. Sin embargo, el partido de izquierda mantuvo a Santa Tecla, Cuscatancingo, Delgado, San Marcos, y se impuso en Nejapa, que gobernaba ARENA. En la zona occidental del país, la ciudad de Santa Ana fue mantenida por el FMLN, y en la zona oriental, San Miguel terminó nuevamente gobernada por Wilfredo Salgado (GANA) por quinto periodo consecutivo. De las catorce cabeceras departamentales, nueve serán gobernadas por ARENA, tres por el FMLN, una por GANA y una por PCN.
|  | 38.8 % |

|  | 34.94 % |

|  | 8.83 % |

|  | 11.48 % |

|  | 3.24 % |

|  | 2.17 % |

|  | 0.42 % |

|  | 0.06 % |

|  | 0.06 % |

|  | 97.43 % |

|  | 1.84 % |

|  | 0.73 % |

|  | 51.97 % |

|  | 48.03 % |

Para el día 20 de marzo, datos oficiales establecían que las alcaldías gobernadas por ARENA totalizaban 116; por el FMLN, 85; PCN, 23; GANA, 16; FMLN-CD, 8; PES, 4; FMLN-PES, 2; PES-GANA, 1.